# Ітсизм
Ітсизм, (нід. Ietsisme, від нід. Iets — щось, дещо, що-небудь) — форма  лібералізму, вираз, що класифікує віру людей, які, з одного боку, вірять у існування якоїсь подоби Бога, але не приймають і не підтримують встановлену систему вірувань, доктрин, догм та існуючих пояснень природи Бога жодної окремо узятої релігії.

## Походження терміна
Можливо, що вперше це слово згадано в нідерландському «Соціально-культурному звіті» 1996 року, (нід. Sociaal en Cultureel Rapport 1996). B листопадовому виданні періодичного журналу філософії «Filosofie Magazine» того ж року в статті «Ось, йдуть Ітсери», повідомлялося: "Все менше людей виявляють інтерес до церкви. Кількість людей, які вірять в «невідому, вищу силу» збільшується; починаючи з 1991 року, з 2 % до 22 % (за даними «Соціально-культурного звіту» за 1996 рік). Це національна епідемія. Типова відповідь ітсиста на питання: «Чи вірите ви у загальноприйнятого християнського Бога?» буде: «Ні, але повинно ж бути щось…» (нід. iets — щось). Опитування громадської думки, що проводиться голландською щоденною газетою «Trouw» у жовтні 2004 року, показав, що приблизно 40 % його читачів відчувають себе саме «ітсистами».
Вираз став відомим в Нідерландах після того, як політичний оглядач Рональд Пластерк (нід. Ronald Plasterk; на сьогодні міністр освіти, культури і науки Нідерландів) використовував його як основну тему телепередачі «Buitenhof». Але, ймовірно, слово існувало і до цієї програми.
На відміну від традиційних агностиків, які схильні розглядати речі скептичніше, «не вірячи в те, що невідомо», ітсисти вважають, що, «можливо, є щось набагато більше, ніж те, що ми можемо знати». Бог в цій формі релігійного лібералізму може представлятися або як якась сутність, яка існує поза світом (подібна точка зору висловлюється в юдаїзмі, християнстві та ісламі), або як колективна духовна сила, що існує в межах світу (подібно буддійському «уявленню про світ»).
У жовтні 2005 року слово «ітсизм» було включене в чотирнадцятий випуск голландського словника «ван Далі» (нід. Dikke Van Dale). В англійську мову цей термін проник як запозичення з голландської.